# Фуларчик-Козловская, Магдалена
Магдалена Фуларчик-Козловская (пол. Magdalena Fularczyk-Kozłowska, родилась 16 сентября 1986 года, Вомбжезьно, Польша) — польская спортсменка, специализирующаяся в академической гребле. Олимпийская чемпионка 2016 года и бронзовый призёр Олимпийских игр 2012 года в гребле на парных двойках. Многократный призёр чемпионатов мира и Европы.
Греблей занялась по предложению одного из школьных учителей. На национальном уровне её тренером стала Мартина Витковская.
Первых успехов добилась ещё на юношеских соревнованиях — на молодёжном чемпионате мира 2002 года в паре с Патрицией Пытель выиграла серебряную медаль. На чемпионате мира до 23 лет в 2007 году в паре с Камилой Соцко выиграла бронзу.
С 2008 до 2009 года выступала в паре с Наталией Мадай, с которой выиграла свою первую взрослую медаль на чемпионате Европы. С 2009 по 2012 года выступала в паре с Юлией Михальской.
Золотая медаль пары Фуларчик-Михальская на чемпионате мира 2009 года, стала первой польской золотой медалью в олимпийском виде гребли. За эту победу была награждена орденом Polonia Restituta.
Несмотря на то, что подготовка к летней Олимпиаде 2012 года была нарушена семейной трагедией и травмой, завоевала на играх в паре с Михальской бронзовые медали. После игр вернулась в пару с Мадай.
Также выигрывала медали чемпионатов мира и Европы в четвёрке с Натальей Мадай, а также Сильвией Левандовской и Иоанной Лещинской. Четырежды чемпионка Польши (2009 одиночка; 2006, 2007 и 2009 двойка с Юлией Михальской).
На летних Олимпийских играх 2016 года выиграла соревнования двоек в паре с Натальей Мадай. За эту победу была награждена следующей степенью ордена Polonia Restituta.